# برو دختر (ترانه پیت‌بول)
«برو دختر» (Go Girl) تک‌آهنگی از پیت‌بول، است که در سال ۲۰۰۷ میلادی منتشر شد.